# Blauer Bambus-Taggecko
Der Blaue Bambus-Taggecko (Phelsuma klemmeri) ist eine Echse aus der Familie der Geckos (Gekkonidae). Er gehört zu den Taggeckos der Gattung Phelsuma. Mit einer Gesamtlänge von 8,5 bis 9,5 Zentimetern gehört er zu den kleinsten Vertretern dieser Gattung.

## Merkmale
Der Blaue Bambus-Taggecko ist schlank und abgeflacht, der Kopf spitz zulaufend. Der Schwanz ist so lang wie der restliche Körper. Auffällig sind die gelbe Färbung des Kopfes mit dunkler Sprenkelung und der türkisfarbene Schwanz. Seitlich ziehen zwei breite, hellblau-türkise Streifen vom Nacken bis zum Schwanzansatz. Der Rücken ist glänzend braun bis grau und ebenfalls leicht gesprenkelt. Unterhalb der breiten türkisfarbenen Streifen zieht lateral je ein schwarzer Streifen, beginnend mit einem schwarzen Fleck hinter den Augen, bis zu den Hinterbeinen. Die Beine sind braun und hellblau marmoriert. 
Die Unterseite ist hellgrau bis gelblich-weiß, die Kehle gelb mit einem schmalen v-förmigen Streifen, der sie begrenzt. 
Die leicht hervorstehenden Augen besitzen einen auffälligen, gelben Ring, der von einem weiteren, braun-grauen umgeben ist. Von der Nasenöffnung zieht sich entlang der Schnauze auf jeder Seite ein schmaler, brauner Streifen bis zum Auge.
Der Blaue Bambus-Taggecko ist aufgrund seiner charakteristischen Färbung kaum mit anderen Taggeckoarten zu verwechseln.

## Geschlechtsunterschiede
Die Geschlechter sind bei Phelsuma klemmeri schwer zu unterscheiden. Erwachsene Männchen sind manchmal etwas länger als die Weibchen. Bei ausgewachsenen Weibchen ist oft der Endolymphatische Apparat an den Wangen zu erkennen, das sind kleine Säckchen, die die Kalziumvorräte für die Eibildung beinhalten. Die Weibchen haben einen schmaleren Schwanzansatz, ihnen fehlen auch die Präanalporen vor der Kloakenöffnung und die Femoralporen entlang der Innenseite der hinteren Oberschenkel. Bei den Männchen sind schon bei Jungtieren die Hemipenistaschen direkt am Ansatz des Schwanzes auf der Unterseite durch gelbe Punkte markiert.

## Vorkommen und Lebensraum

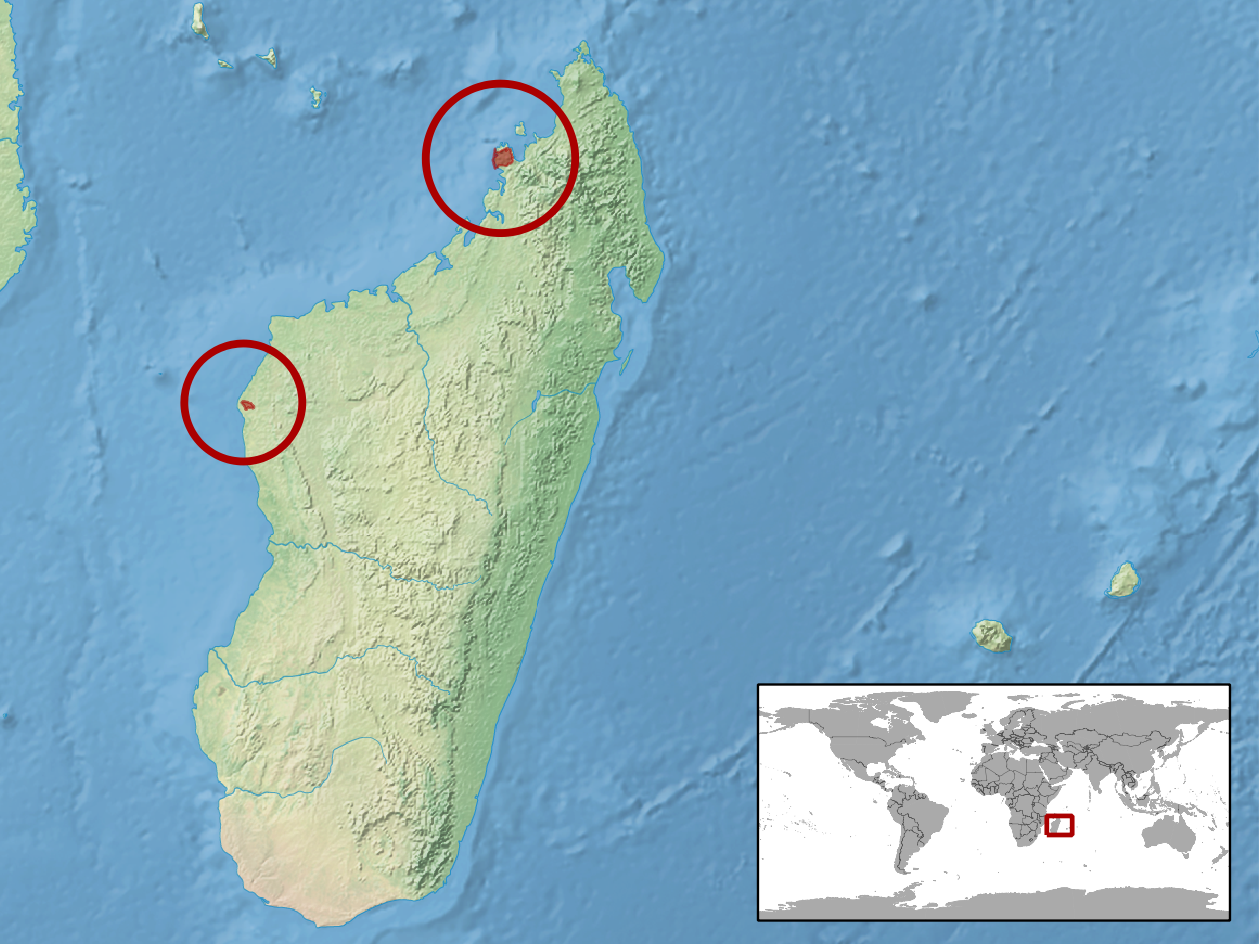
Verbreitungsgebiet nach IUCN

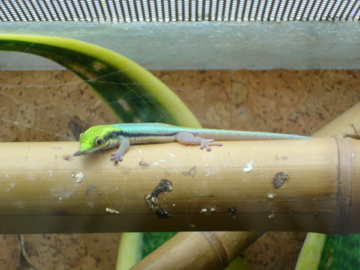
Phelsuma klemmeri auf einem Ast

Phelsuma klemmeri wurde erst 1991 aus verschiedenen kleinen Gebieten an der Nordwestküste Madagaskars um Antsatsaka beschrieben. Der Gecko bewohnt Bambuswälder und Bäume im Randbereich der Regenwälder. Dieses Biotop wird zum Teil auch von Phelsuma seippi und mit Phelsuma abotti chekei beansprucht.
Die Lufttemperatur beträgt hier tagsüber das ganze Jahr lang konstant 28 bis 30 °C. In der Nacht fällt die Temperatur in der Trockenperiode von Juni bis September auf unter 20 °C, in der Regenzeit auf rund 24 °C. Die relative Luftfeuchtigkeit beträgt dort tagsüber in der Regenzeit 60–70 %, in der Trockenzeit 45–50 %, steigt jedoch in der Nacht bis 80 %. Bei Sonnenaufgang kommt es auch zu Luftfeuchtigkeiten bis über 90 %. 
Der Blaue Bambus-Taggecko sitzt meist auf glatten, gelben Bambusröhren, auf deren Oberfläche er sich mit Hilfe der Haftborsten an den Zehen gut festhalten und fortbewegen kann. Bei Gefahr verschwindet der kleine Gecko auf die Rückseite der Bambusröhre, wo er schnell nach oben oder nach unten flüchten kann. Er versteckt sich auch in hohlen Bambusröhren, wo er vor größeren Angreifern sicher ist.
Der Taggecko ernährt sich von kleinen Insekten, aber auch von Früchten, Pollen und Nektar.

## Gefährdung
Die IUCN stuft die Art als „stark gefährdet“ (endangered) ein.

## Systematik
Der Blaue Bambus-Taggecko nimmt innerhalb der Gattung Phelsuma eine Sonderstellung ein. Seine charakteristische Färbung unterscheidet ihn deutlich von allen anderen Arten der Taggeckos, so dass er nicht einer bestimmten Artengruppe innerhalb dieser Gattung zugeordnet werden kann. Molekulargenetische Untersuchungen zeigen jedoch, dass er am ehesten mit den beiden Artengruppen um Phelsuma lineata und Phelsuma laticauda verwandt zu sein scheint. Ebenso wie die Arten innerhalb dieser Gruppen ist er kein „Eikleber“. Das heißt, die Eier können von den Weibchen nicht an die Pflanzen geklebt werden, wie das bei anderen Taggecko-Arten oft der Fall ist.